# Ayn Rand
Ayn Rand (Szentpétervár, 1905. január 20. – New York, 1982. március 6.) oroszországi zsidó származású amerikai regényírónő és filozófus. A második világháború utáni években jelentős befolyása volt mind a konzervatív, mind a liberális amerikai társadalmi rétegek gondolkodására. Hírnevét regényei és filozófiai szisztémája alapozta meg. Az általa kifejlesztett gondolatrendszert objektivizmusnak nevezte, követői így emlegetik.

## Életrajzi adatok
Eredeti nevén Alisza Zinovjevna Rozenbaum (Алиса Зиновьевна Розенбаум), Ayn Rand Szentpétervárott született három nővér – Alisza, Natasa és Nora – legidősebbjeként. Szülei a zsidó középosztályhoz tartoztak, kémikus apjának jól menő gyógyszertára volt. Ayn Rand tanulmányait Oroszországban, illetve a Szovjetunióban végezte. Az 1917-es októberi orosz forradalom idején, tizenkét éves korában lakásuk ablakából figyelte a Szentpétervár terén vörös zászlót lobogtató tömeget. A forradalmi események következtében a nyugodt családi életnek vége szakadt. Miután apja patikáját a szovjet kormány elkobozta, a család a Krímbe menekült. Odessza felé útközben banditák támadták meg őket, s csak kevésen múlt, hogy túlélték a veszélyes helyzetet. A Krímben apja újra gyógyszertárat nyitott, amelyet a kormány ezúttal is kisajátított.

### Tanulmányai
Tizenhat éves korában Rand visszatért Pétervárra, és beiratkozott az állami egyetem történelem, pedagógia, filozófia és jogi szakára.

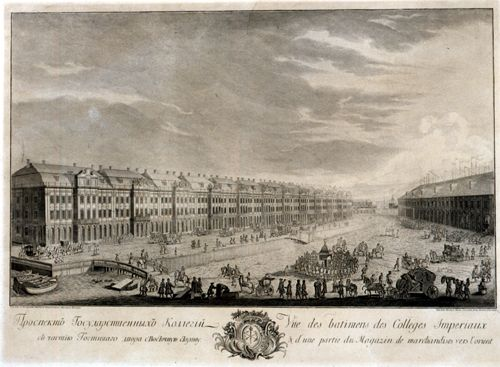
A Szentpétervári Állami Egyetem

Formális filozófiai tanulmányai csak egy pár kurzusra terjedtek ki: tanulmányozta Platónt, Arisztotelészt, és Nietzschét, de a filozófia többi jelentősebb képviselőjéről csak kivonatokat és összefoglalókat ismert. Míg Rand tanult, apja egy gyógyszerész szövetkezetben vállalt munkát. Mivel Rand nem tartozott a proletár osztályhoz, az egyetemről eltanácsolták, éppen mielőtt végzett volna; végül néhány külföldi értelmiségi közbenjárására 1924-ben megengedték neki és a többi eltávolított diáknak, hogy levizsgázzanak. Ezután még egy évig forgatókönyvírást tanult a pétervári Filmművészeti főiskolán.
Diákévei alatt Victor Hugo, Edmond Rostand, Friedrich Schiller és Dosztojevszkij voltak kedvenc írói. Friedrich Nietzsche munkáit is lelkesen tanulmányozta. Csodálta az Így szólott Zarathustra című filozófiai regényét, de ugyanakkor a filozófus jó néhány állításával nem értett egyet.

## Emigráció
1925 vége felé Rand vízumot kapott az Egyesült Államokban élő rokonai meglátogatására. 1926 februárjában, 21 éves korában érkezett hajón New Yorkba, ahol később otthonra talált. Miután rövid ideig rokonainál lakott Chicagóban, úgy döntött, hogy Szovjetunióba többé nem tér vissza. Felvette az Ayn Rand nevet, és Hollywoodba utazott azzal a céllal, hogy forgatókönyvíró lesz, de eleinte kénytelen volt bármiféle munkát elvállalni. Egy véletlen találkozás folytán a híres rendező, Cecil B. DeMille statiszta szerephez juttatta The King of Kings című filmjében, majd felvette szövegkönyvek olvasására.
Mialatt a The King of Kings filmben szerepelt, Rand szándékosan és szó szerint belebotlott egy fiatal, Frank O'Connor nevű színészbe. 1929-ben összeházasodtak. A kapcsolat 50 évig tartott, egészen O'Connor 1979-ben bekövetkezett haláláig. 1931-ben Rand megkapta az amerikai állampolgárságot, és 1935-ben már színdarabot készített a New York-i Broadway-n. Közben hozzáfogott a regényíráshoz.

## Regényei
Első, önéletrajzi ihletésű regényét (Fogoly lelkek – We the Living), 1936-ban adták ki. Helyszíne Szovjetunió, témája az állam és az egyén közötti harc. A könyv előszavában Rand megjegyezte: „ A Fogoly lelkek csak intellektuális szempontból életrajzi regény. A történet kitalált, de a háttér igazi.”
Második, rövid regényét Himnusz (Anthem) címmel Angliában adták ki 1938-ban, Amerikában hét évvel később. A könyv egy feltételezett, jövőbeli világ víziója, ahol a kollektivizmus annyira elhatalmasodott, hogy már az egyes szám első személye, az "Én" is eltűnt nemcsak a nyelvből, hanem az emberek emlékezetéből is. Bár a történet Rand világnézetét tükrözi, stílusa Nietzsche Így szólott Zarathustra című művére emlékezteti az olvasót, tartalma pedig egy híres orosz regény visszhangjának tűnik, melyet Jevgenyij Zamjatyin írt Mi címmel. Arra viszont, hogy Rand olvasta volna a könyvet, vagy egyáltalán tudott volna a létezéséről, nincs bizonyíték.
Első komoly könyvsikere Az ősforrás (The Fountainhead) volt, 1943-ban, egy romantikus és egyúttal filozofikus regény. Az írónő hét évig dolgozott rajta. Főhőse egy Howard Roark nevű fiatal építész, aki hajthatatlanul harcol mindazok ellen, akik készek saját énjüket mások akaratának alárendelni. A regényt tizenkét kiadó utasította vissza, míg végül a Bobbs-Merrill Company elfogadta a kéziratot.
Könyvismertetőjében a New York Times így dicsérte a regényt és íróját: „Rand briliánsan, gyönyörűen, és egyúttal keserűen ír, szinte himnuszt zeng az egyén identitásáról...az olvasó nem tudja elkerülni, hogy át ne gondolja a mai idők alapvető emberi kérdéseit”.
Az ősforrás idővel világsiker lett, egyúttal meghozta Rand számára az anyagi biztonságot. Hatmillió példány kelt el, és a továbbiakban kb. 100 000 példányt adtak el belőle évente. A regényt ugyanezzel a címmel Amerikában vitték filmre, 1949-ben. A forgatókönyvet maga Rand írta meg, Howard Roarkot Gary Cooper amerikai színész alakította.
Legismertebb munkáját, az 1100 oldalas Veszett világ (Atlas Shrugged) című regényét 1957-ben adták ki, szintén tartós sikerrel. A könyvről az írónő ezt mondta: „Ebben a regényben minden benne van, amit kilencéves koromban elképzeltem egy regényről; mindazt kifejezi, amit egy szépirodalmi munkától elvártam.”
A Veszett világ témája a racionalitás szerepe az emberi létben. A könyvben Rand egy olyan új erkölcsi filozófiát mutat be, amely a racionálisan felfogott önérdeket propagálja. A könyv szócsöve Rand legfontosabb filozófiai elveinek. A történet egy hipotetikus Egyesült Államokban játszódik: az ország legjelesebb gyártulajdonosai, tudósai és művészei sztrájkot hirdetnek, majd visszavonulnak egy hegyek között fekvő rejtekhelyre, ahol kiépítenek egy független, szabad piacra alapozott gazdaságot. A könyv főhőse, John Galt a sztrájkot úgy fogja fel, mint a világ motorjának megállítóját: a sztrájk megvonja a társadalmat mindazoktól akik eddig hozzájárultak az ország virágzásához. A hegyi településen összeverődött társaság azt akarja bizonyítani, hogy racionális és produktív erőfeszítések nélkül a gazdasági élet és vele együtt a kultúra is összeomlik, a társadalom szétesik. A regényben megtalálhatók mind a misztikus, mind a tudományos fantasztikus irodalmi irányzat elemei; ezen kívül magába foglalja Rand objektivista nézeteit egy végtelenül hosszú monológban, amelyet a sztrájk vezérével, a főhős John Galttal fejtet ki több oldalon keresztül.
A könyv fordulópontot jelentett Rand életében: kiadása után filozófiával kezdett foglalkozni.

## Filozófiája
Politikai nézetei átitatják regényeit és filozófiáját egyaránt. Hangsúlyozza az egyén jogait (mint például a tulajdonjogot), és a laissez-faire kapitalizmust, melyet egy alkotmányosan határolt kormányzat szabályoz. Rand erősen ellenzi a kollektivizmus minden formáját, így a központosított kormányzást is. A kollektivizmus az egyént a csoportnak rendeli alá – hogy aztán az a csoport faji vagy osztálybeli, már nem számít. A kollektivizmus tana szerint az embereket kollektív munkára és gondolkozásra kell kényszeríteni a közösség javára. Az egyénnek joga nincs, élete és munkája a csoporthoz tartozik, ennélfogva a csoport bármikor feláldozhatja érdekeinek megfelelően. Ezt a doktrinát fenntartani természetesen csak erőszakkal lehet – vagyis centralizált kormányzással, ami szükségszerűen mindig is politikai végrehajtója volt a kollektivizmusnak. 
Rand úgy látta, hogy a fasizmus és a kommunizmus két rivális, totalitárius kormányzat, mely ugyanazért a célért harcol: mindkettő szándéka a szegény rétegek leigázása és a gazdagok javainak kisajátítása, az uralmon lévő klikk fenntartása érdekében. A alapvető helyzet nem a „szegény a gazdag ellen”, hanem az „ember az állam ellen” – vagyis az emberi jogok a diktatúrával szemben.
Azonkívül hogy ateista volt, Ayn Rand etikai nézetei is lényegesen különböztek a megszokottól. Az erkölcsös magatartáson alapuló egoizmust hirdette, melyet észszerű önérdeknek nevezett. Az altruizmust elítélte; nézete szerint az önfeláldozás nem más mint erkölcsi kannibalizmus, mivel egy ember rajta alapuló boldogsága rendszerint egy másik ember boldogtalanságát jelenti.
Rand úgy tekintette nézeteit mint egy egységes filozófiai rendszert melynek lényege az ember, az a hősies lény, „…akinek elsődleges erkölcsi kötelessége saját boldogsága, legnemesebb célja pedig a termékeny aktivitás az észszerűség keretein belül.”
A vallásos hitet – mint az észszerűség antitézisét – elutasította. Ellenezte a miszticizmus és a természetfeletti bármilyen formáját, beleértve az intézményesített vallásokat. „Az embernek önmagáért kell léteznie,” írta 1962-ben. „Nem áldozhatja fel magát másokért, és másokat sem áldoztathat fel öncélúan, saját érdekei nevében”.
Elismerte Arisztotelész és Nietzsche befolyását gondolkodására, de Immanuel Kant hatását tagadta. Kant filozófiáját, amely szerint a valóságot mint olyant az ész nem tudja felfogni, visszautasította.
Politikájában Rand a laissez-faire kapitalizmust hirdette mint az egyetlen lehetséges, morális társadalmi rendszert – vagyis hagyni kell az embereket cselekedni, ahogy az nekik tetszik, a kormány beavatkozása nélkül. Erősen ellenezte Harry S. Truman, Richard Nixon, később pedig Ronald Reagan politikáját is. „…Az országnak állhatatosságra, világosságra és önbizalomra van szüksége,” mondta. „Az államfők nem engedhetik meg, hogy a konzervatív és vallásos elemek visszadobjanak minket a középkorba a vallás és politika alkotmányellenes összefogásán keresztül”.
Hasonlóan az állam és az egyház elválasztásának szükségességéhez, Rand az állam és a gazdasági élet elválasztása mellett érvelt: Az ember természetes joga, hogy saját belátása szerint cselekedhessen, hogy szabadon rendelkezhessen azzal, amit produkál; ebből következik, hogy a tulajdon erőszakkal vagy csalás útján való kisajátítását be kell tiltani. Az egyén jogait az erőszak ellen a bűnügyi és polgárjogi törvények kell hogy védjék, míg az egyént az ország alkotmánya az állam ellen védi. A kormány erőszakos beavatkozása csak akkor legális, ha azonnali veszély áll fenn, tehát lopás, zsarolás vagy gyilkosság esetében, vagy ha az országot külső agresszió fenyegeti.

## Kritika

### Regényeiről
Rand regényeit első megjelenésük után a komolyabb kritikusok túlságosan hosszúnak és melodramatikusnak bélyegezték. 1957-ben a Veszett világ regényéről megállapították, hogy olyan, mint egy figyelemreméltóan ostoba iskolai dolgozat. Mások szerint karakterei általában laposak és unalmasak; hősei hihetetlenül gazdagok, intelligensek, külsejük rendkívül vonzó; ellenfeleik gyengék, tele vannak kétellyel, képzelőerejük és tehetségük nincs. Ezzel szemben Rand csodálói dicsérik a könyvet. Andrew Bernstein amerikai filozófus professzor (az objektivista irányzat egyik képviselője), Rand karaktereit hihetőnek és pszichológiailag elegendően bonyolultnak tartja.
Egy 1963-as tanulmányban ("The Goal of My Writing" – Írásaim célja) Rand elmagyarázta, hogy regényei szándékosan különböznek a megszokottól. Céljuk az ideális ember ábrázolása: nem az ember, ahogyan van, hanem olyanként ábrázolva, ahogy lennie kellene. Önmagát, mint írót, romantikus realistának nevezte. Esztétikai nézeteit részletesebben „A romantikus kiáltvány” (The Romantic Manifesto) című könyvében írta le 1969-ben.
A negatív kritikák ellenére Rand könyveit ma is olvassák. Műveiből 2007-ig bezáróan 25 millió példányt adtak el, az Ayn Rand Intézet (Ayn Rand Institute) szerint körülbelül 800 000 példány kel el évente.

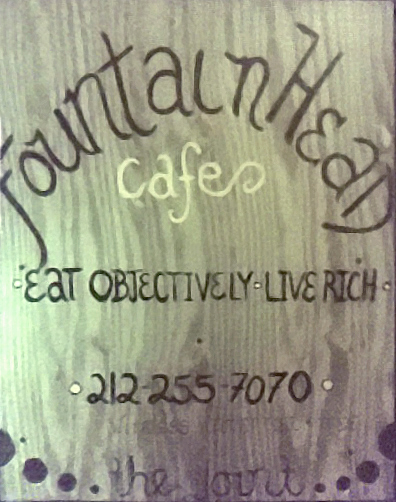
A Fountainhead kávézó New Yorkban. A táblán ez olvasható: Táplálkozz tárgyilagosan, élj gazdagon

Bár Rand hatása az Egyesült Államokban a legerősebb, híveinek száma nemzetközileg is növekedőben van.

### Filozófiájáról
Regényeihez hasonlóan, Rand objektivista filozófiája Amerikában egymásnak ellentmondó véleményeket eredményezett. Némelyek egyszerűen elvetik, mások részben vagy egészben elismerik nézetei jogosultságát. 
Vannak kritikusok, akik Rand objektivizmusát kultusznak nevezik; azt mondják, hogy követői rabszolga módon ragaszkodnak bebizonyíthatatlan elméleteihez, inkább személye iránti rajongásból mint észszerű meggondolás alapján.
Kritikusai nagystílű általánosításokkal vádolják, azonkívül azzal is, hogy gondolkodásában nem volt elég tudományos.
Míg élt, az akadémiai filozófusok nem pazaroltak rá különösebb figyelmet. Ugyan a kapitalizmus és az önzés szenvedélyes védelme miatt intellektuális körökben sem talált szimpátiára, a helyzet halála után megváltozott; úgy tűnik, manapság egyre többen foglalkoznak érdemlegesen filozófiájával.

## Későbbi évek
1951-ben Rand és férje Los Angelesből New Yorkba költözött. Rand szeretett városában maga köré gyűjtött egy értelmiségiekből álló társaságot, melynek aztán tréfából az "Ayn Rand kollektíva" (Ayn Rand Collective) nevet adták. A tagok közé tartozott egy fiatal, pszichológiát tanuló diák, Nathan Blumenthal, feleségével együtt (Blumenthal később Nathaniel Branden-re változtatta nevét). Idővel Rand és a nála sokkal fiatalabb Branden között szexuális viszony alakult, házastársaik kölcsönös beleegyezésével. A viszony 1968-ig tartott, szakításukat Rand nem tudta feldolgozni, filozófiájának teljesen ellentmondva viselkedett. Tanulmányai befejeztével Branden egy nyilvános intézményt alapított "Nathaniel Branden Intézet" néven (Nathaniel Branden Institute), az írónő filozófiájának terjesztésére. A "Kollektív" tagjai előadásokat tartottak az Államok különböző városaiban, és cikkeket írtak Rand "Az objektivista" című újságjába. 
1960 és 1970 között Rand írásain és egyetemi előadásain keresztül fejlesztette tovább filozófiáját. 1963-ban tiszteletbeli doktorátust kapott a portlandi Lewis and Clark College-tól.
1973-ban látogatóba hívta Nora húgát és annak férjét a Szovjetunióból, remélve hogy a házaspár Amerikában marad, de Rand csalódására mindketten a hazatérés mellett döntöttek.

## Halála
Rand terve, hogy megír még egy regényt, már nem vált valóra. Miután 1974-ben rákos tüdejét megoperálták, egészsége egyre hanyatlott. Szívbénulásban halt meg 1982, március 6-án otthonában, New Yorkban.

## Filmadaptációk

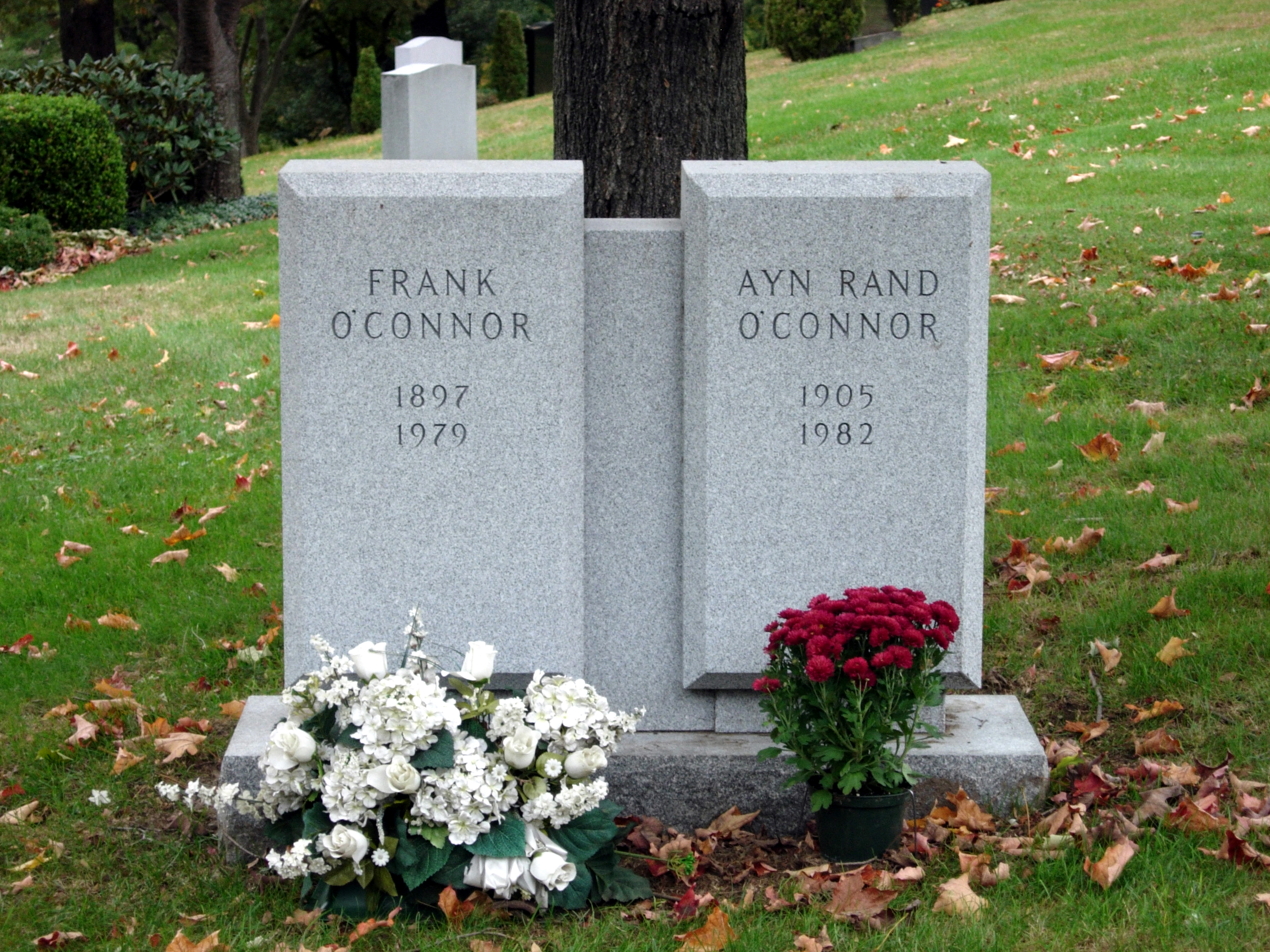
Ayn Rand és férje, Frank O'Connor sírköve

1942-ben Olaszországban filmre vitték Rand Fogoly lelkek című regényét, a szerző tudta és beleegyezése nélkül (Scalara Films, Róma).
1949-ben Rand forgatókönyvet írt Az ősforrás megfilmesítéséhez. Az építész szerepét Gary Cooper játszotta.
A Veszett világ adaptációjának elindítására 2008-ban került sor és a két részes film első része 2011-ben került az amerikai mozikba Atlas Shrugged címmel.
Film Ayn Rand életéről: 1999-ben egy független filmgyártó vállalat filmet készített Ayn Rand életéről Egy filozófusnő szerelmei (The Passion of Ayn Rand) címmel, Helen Mirren főszereplésével.

## Magyarul megjelent művei
- Fogoly lelkek. Regény; ford. Biró Sándor; Magyary, Bp., 1944
- Az ősforrás; ford. Takácsy Enikő; Path, Bp., 2002
- Veszett világ; ford. Kovács Lajos; Alexandra, Pécs, 2009
- Az önzés erénye; ford. David Aurora, Nova Eszter, Táborszki Bálint; Ad Librum, Bp., 2021

## Fordítás
- Ez a szócikk részben vagy egészben  az   Ayn Rand című angol Wikipédia-szócikk ezen változatának fordításán alapul.  Az eredeti cikk szerkesztőit annak laptörténete sorolja fel. Ez a jelzés csupán a megfogalmazás eredetét és a szerzői jogokat jelzi, nem szolgál a cikkben szereplő információk forrásmegjelöléseként.